# Arthur Prior
Arthur Norman Prior (Masterton, Nueva Zelanda, 4 de diciembre de 1914 – Trondheim, Noruega, 6 de octubre de 1969) fue un lógico y filósofo neozelandés. Prior fundó en 1957 la lógica temporal e hizo importantes contribuciones a la lógica intensional, particular en Prior (1971).

## Biografía
Prior fue educado en su totalidad en Nueva Zelanda, donde tuvo la fortuna de haber caído bajo la influencia de J. N. Findlay. A pesar de tener conocimientos modestos de las matemáticas, comenzó a enseñar filosofía y la lógica en la Universidad de Canterbury College en 1946, ocupando la vacante creada por la dimisión de Karl Popper. Se convirtió en profesor en 1953.
Gracias a los buenos oficios de Gilbert Ryle, que se había reunido antes en Nueva Zelanda en 1954, Pior pasó en el año 1956 con licencia de la Universidad de Oxford, donde pronunció las conferencias John Locke en filosofía. Estas fueron publicadas posteriormente como El tiempo y modalidad (1957). Esta es una contribución fundamental al estudio de la lógica tensa y la metafísica del tiempo, en el Prior defendió la A-teórica de que las modalidades temporales de pasado, presente y futuro son categorías ontológicas básicas, de fundamental importancia para nuestra comprensión del tiempo y el mundo.
Durante su tiempo en Oxford, conoció a Peter Geach y William Kneale, influenciado John Lemmon, y mantuvo correspondencia con el adolescente Saul Kripke. La lógica en el Reino Unido se encontraba en un estado bastante pobre, y se cree que el entusiasmo de Prior ha contribuido materialmente a su renacimiento. De 1959 a 1966, fue profesor de Filosofía en la Universidad de Mánchester, después de haber enseñado a Osmund Lewry. Desde 1966 hasta su muerte, era compañero y profesor de filosofía en el Balliol College de Oxford. Entre sus estudiantes figuraron Max Cresswell, Kit Fine y Robert Bull.
Casi totalmente autodidacta en la lógica moderna formal, Prior publicó su primer documento sobre lógica en 1952, cuando tenía ya 38 años de edad, poco tiempo después de descubrir la obra de Józef Maria Bocheński y Jan Lukasiewicz, cuyos trabajos apenas habían sido traducidos al inglés. Llegó a emplear la notación polaca a lo largo de su carrera. Prior (1955) desarrolló la mayor parte de sus inicios como docente de lógica en Nueva Zelanda. Antes de trabajar en la lógica tensa, proporciona una defensa sistemática y prolongada de una concepción de la realidad que se puso tensa en la que los objetos materiales se interpretan como tridimensionales continuos, que están totalmente presentes en cada momento de su existencia.
Prior se destacó en virtud de su gran interés en la historia de la lógica. Fue uno de los primeros de lógicos de habla inglesa para apreciar la naturaleza y el alcance de la obra lógica de Charles Sanders Peirce, y la distinción entre de dicto y de re en la lógica modal. Prior enseñó e investigó la lógica modal, antes de Kripke propusiera su semántica mundos posibles, en un momento en que la modalidad y la intencionalidad mantenía pocos interesados en el mundo de habla inglesa, y había llegado incluso a estar bajo fuerte ataque de Willard Quine.
Se le considera el principal precursor de la lógica híbrida. Se esforzó  (en una sección de su libro Pasado, Presente y Futuro (1967) en el intento de combinar lo binario (por ejemplo, «hasta que») y lo unitario (por ejemplo, «siempre será»), los operadores temporales a un sistema de lógica temporal, Prior -como un resultado incidental- construye una base para los que serán en el futuro idiomas híbridos.
Su trabajo de Tiempo y modalidad ha explorado el uso de una lógica multi valuada para explicar el problema de los nombres no referidos.
El trabajo de Prior era a la vez filosófico y formal, y ofrece una sinergia productiva entre la innovación formal y el análisis lingüístico. El lenguaje natural, señaló, puede encarnar la locura y la confusión, así como la sabiduría de nuestros antepasados. Él era escrupuloso en la determinación de los puntos de vista de sus adversarios, y siempre tenía muchas sugerencias constructivas sobre el desarrollo formal de puntos de vista alternativos.

## Algunas publicaciones
Los siguientes libros fueron escritos por el Prior, o son colecciones póstumas de artículos de revistas y documentos no publicados que él escribió.
- 1949. Logic and the Basis of Ethics. Oxford University Press (ISBN 0-19-824157-7)
- 1955, 1962. Formal Logic. Oxford University Press.
- 1957. Time and Modality. Oxford University Press.  Basado en sus lecturas de John Locke en 1956.
- 1967. Past, Present and Future. Oxford University Press.
- 1968. Papers on Time and Tense. Oxford University Press.
- 1971. Objects of Thought. Editado por P. T. Geach y A. J. P. Kenny. Oxford University Press.
- 1976. The Doctrine of Propositions and Terms. Editado por P. T. Geach y A. J. P. Kenny. Londres: Duckworth.
- 1976. Papers in Logic and Ethics. Editado por P. T. Geach y A. J. P. Kenny. Londres: Duckworth.
- 1977. Worlds, Times and Selves. Editado por Kit Fine. Londres: Duckworth.
- 2003. Papers on Time and Tense. Nueva edición por Per Hasle, Peter Øhrstrøm, Torben Braüner & Jack Copeland. Oxford University Press.